# Persicaria bungeana
Persicaria bungeana là một loài thực vật có hoa trong họ Rau răm. Loài này được (Turcz.) Nakai mô tả khoa học đầu tiên năm 1922.